# Antonio Conte (ingegnere)
Antonio Conte (... – Lepanto, 1571) è stato un ingegnere militare italiano.

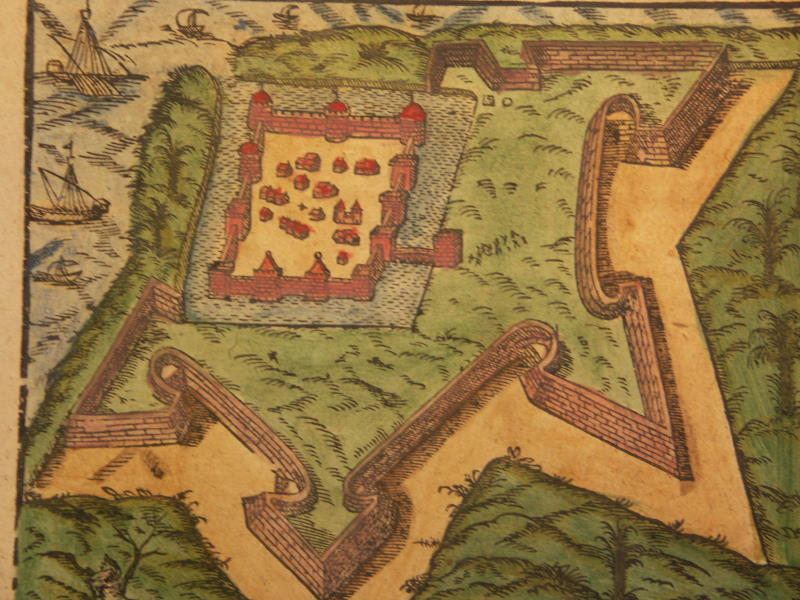
Le fortificazioni progettate da Conte a Gerba

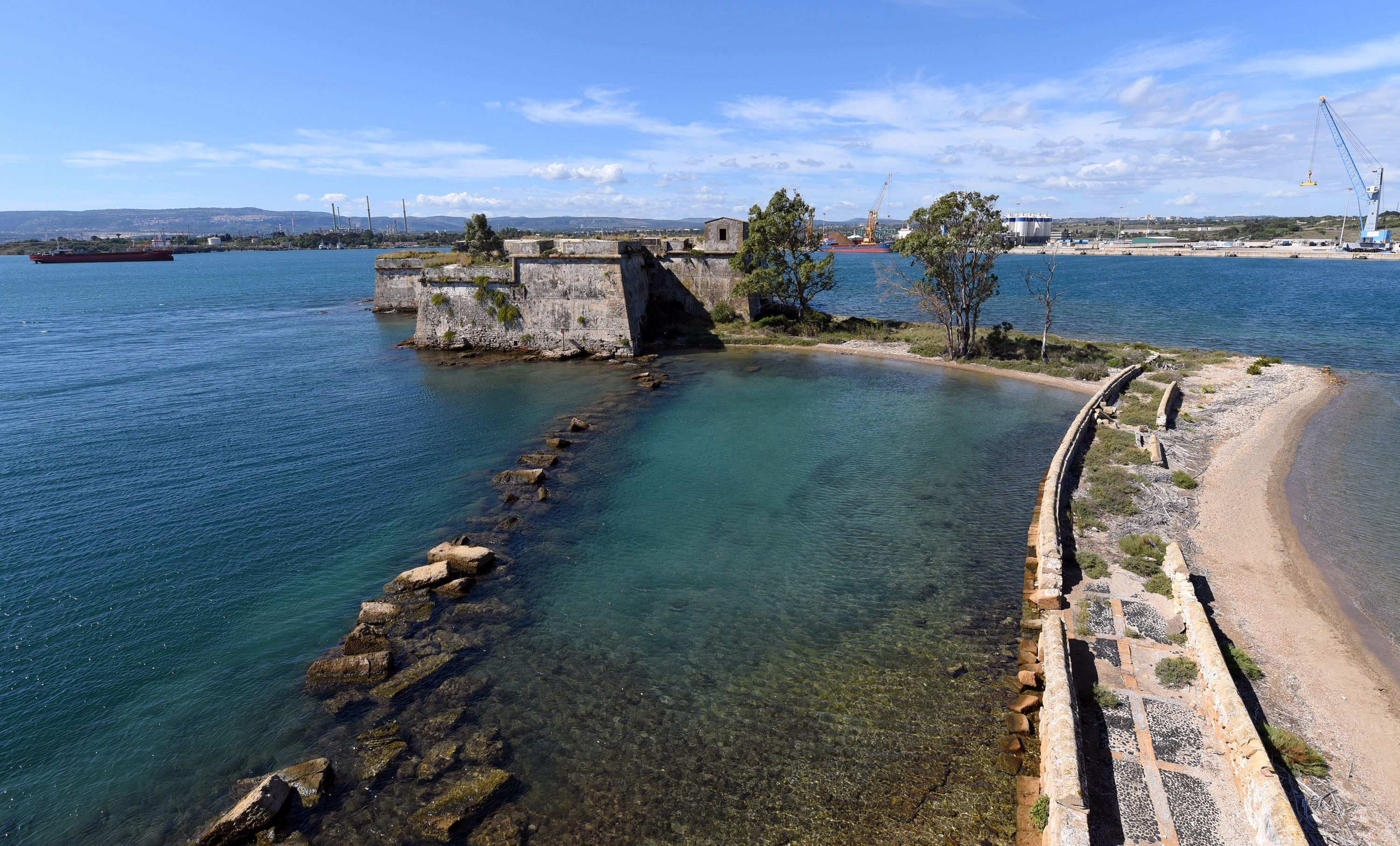
Il forte Garcìa a Augusta

Non si conosce la biografia di questo tecnico che fu ingegnere del Regno, al servizio del Viceré di Sicilia. In tale incarico seguì i cantieri delle fortificazioni e realizzò progetti per opere difensive in tutta l'isola.
Giunse in Sicilia al seguito di don Juan de la Cerda, duca di Medinaceli, al momento del suo insediamento come viceré della Sicilia e già nel 1557 risulta come ingegnere del Regno di Sicilia.
Nel 1560 seguì Medinaceli nella sua spedizione militare  contro Tripoli. In veste di militare e di ingegnere predispose il progetto di fortificazione del castello dell'isola di Gerba: un forte stellare attorno al vecchio fortilizio, con quattro bastioni a fianchi ritirati. Fu costruito in pochi mesi, probabilmente facendo ricorso anche a terrapieni in terra. Nei successivi fatti bellici, Conte fu fatto prigioniero degli ottomani, ridotto in schiavitù, liberato dietro pagamento di un riscatto e tornato a Palermo gravemente ammalato.
Negli anni successivi si spostò continuamente fra i vari cantieri nell'isola e redasse, tra il 1568 e il 1571, un manoscritto oggi perduto, con la rappresentazione di tutte le fortezze del vicereame.
L'avvicendarsi di vari tecnici sugli interminabili cantieri delle maggiori fortificazioni siciliane non permette di distinguere nettamente i suoi apporti progettuali. Documentati sono un progetto per un arsenale fortificato a Messina. Progettò anche un nuovo sistema di fortificazione di Augusta del quale risultano realizzati il Forte García e il Forte Vittoria.
Nel 1571 fu imbarcato nella flotta vicereale e partecipò alla battaglia di Lepanto, dove morì.